# Alexandre Karline
Alexandre Bogdanovitch Karline (en russe : Александр Богданович Карлин), né le 29 octobre 1951 dans le village de Medvedka, dans le kraï de l'Altaï (alors dans la RSFS de Russie, en Union soviétique), est un homme politique russe. Il est gouverneur du kraï de l'Altaï de 2005 à 2018.
Le 13 août 2010, Alexandre Karline prend la décision controversée de limoger le maire de Barnaoul qui avait été régulièrement élu en 2008.
Le 30 mai 2018, le président Vladimir Poutine accepte sa démission.
Il a le grade civil de conseiller d'État effectif de la fédération de Russie de 1re classe.